# Niels-Birger Danielsen
Niels-Birger Danielsen (født 9. maj 1960 i Randers) er en dansk journalist, historiker og forfatter til flere bøger om 2. verdenskrig.
Niels-Birger Danielsen blev student fra Randers Statsskole i 1981 og cand.phil. i historie fra Aarhus Universitet med speciale i det moderne Indiens historie med efterfølgende studieophold på Jawaharlal Nehru-universitetet i New Delhi 1985-1986. I 1992 blev han uddannet journalist fra Danmarks Journalisthøjskole med praktik på Ny Dag.
Efter endt uddannelse blev han ansat på Ritzau, hvor han var frem til 2001, hvor han skiftede til Ekstra Bladet. Her var han primært redaktionssekretær.
Siden 2014 har han været freelancer og bidrager til netmediet forsvarshistorien.dk. Han har desuden bidraget til Den Store Danske Encyklopædi.